# Meriam Yahia Ibrahim Ishag
Meriam Yahia Ibrahim Ishag, née le 3 novembre 1987 dans l'État d'Al Qadarif, est une chrétienne soudanaise accusée d'apostasie et de ce fait, condamnée à mort par pendaison. Elle a également été accusée d'adultère, pour s’être mariée à un chrétien, Daniel Wani, et pour cela, condamnée à 100 coups de fouet. Le 24 juin 2014, la cour d'appel l'a jugée innocente des deux charges dont elle était accusée et a ordonné sa libération. Meriam Yahia Ibrahim Ishag a pu quitter librement le Soudan le 24 juillet 2014.

## Historique
Née d'un père musulman, élevée dans la tradition chrétienne par sa mère, Meriam Yahia Ibrahim Ishag a été condamnée à la mi-mai 2014 en référence à la loi islamique, la Charia, en vigueur au Soudan depuis 1983 et qui interdit les conversions des musulmans sous peine de mort. La jeune femme n'a jamais pratiqué la religion musulmane mais elle a refusé d'abjurer devant le tribunal sa foi chrétienne, affirmant qu'elle avait toujours été chrétienne, élevée dans la religion orthodoxe de sa mère, puis qu'elle s'était convertie au catholicisme lors de son mariage.
Le 15 mai 2014, elle est condamnée à mort par pendaison pour apostasie et à 100 coups de fouet pour « adultère » car son mariage n'est pas reconnu par la loi soudanaise.
Meriam Yahia Ibrahim Ishag a été détenue avec son fils de 20 mois à la prison pour femmes d'Omdurman, la ville jumelle de Khartoum, alors qu'elle était enceinte de son deuxième enfant. Elle y a également donné naissance à une petite fille le 27 mai 2014. 
À la suite de « l’indignation de gouvernements occidentaux et de groupes de défense des droits de l’Homme », notamment une pétition qui a récolté un million de signatures, elle est libérée par décision de la cour d'appel d'Omdurman le 24 juin 2014.
Meriam Yahia Ibrahim Ishag décide alors de quitter le pays avec sa famille, mais est interceptée à l’aéroport de Khartoum. Les autorités précisent qu'elle n'est pas en état d'arrestation, mais qu'elle est interrogée par la police « sur l’authenticité d’un document de voyage délivré par le Soudan du Sud ». Détenue près de 48 h, elle est finalement libérée sous le contrôle d'un garant. L'avocat de Meriam Yahia Ibrahim Ishag affirme qu'elle ne possède pas d'autre passeport que ce passeport américain. Elle était réfugiée depuis le 27 juin 2014 à Khartoum, à l'ambassade des États-Unis.

## Dénouement
Meriam Yahia Ibrahim Ishag a pu quitter le Soudan, elle est arrivée en Italie le 24 juillet 2014, accompagnée de sa famille et du vice-ministre italien des Affaires étrangères, Lapo Pistelli. Elle est accueillie à l'aéroport par le Premier ministre Matteo Renzi et la ministre des Affaires étrangères Federica Mogherini, puis elle est reçue par le pape François au Vatican.
Elle émigre finalement aux États-Unis et s'installe avec sa famille dans le New Hampshire.